# Carlos Treviño
Carlos Treviño Luque (Monterrey, Nuevo León, 19 de abril de 1993) es un futbolista mexicano que juega como volante en el Figueres de la Tercera División de España.

## Trayectoria
Inicios
Dio sus primeros pasos en el fútbol en su adolescencia con los Troyanos de la Universidad de Monterrey (UDEM) a los 14 años, donde posteriormente se unió a las fuerzas básicas, donde lo debutó Tomás Boy con el Club Atlas de Guadalajara en la Copa México el martes 31 de julio de 2012 enfrentando al Altamira FC y  en Primera División, de titular contra Cruz Azul en el Estadio Jalisco el sábado 6 de octubre del mismo año dentro la jornada 12.
Necaxa
Tras finalizar el torneo con los rojinegros,  pasa al Club Necaxa a Préstamo.

### Clubes
| Club                      | País   | Año         | Partidos | Goles |
| ------------------------- | ------ | ----------- | -------- | ----- |
| Club Atlas de Guadalajara | México | 2012 - 2015 | 18       | 0     |
| Club Necaxa               | México | 2015        | 6        | 0     |
| Venados Fútbol Club       | México | 2016        | 15       | 1     |
| Club Atlas de Guadalajara | México | 2016 - 2017 | 3        | 0     |
| Lobos BUAP                | México | 2017 - 2018 | 0        | 0     |
| Figueres                  | España | 2021 -      |          |       |

## Selección nacional
Fue Seleccionado Sub-20 en 2013.
| Competición                              | Categoría | Sede   | Resultado |
| ---------------------------------------- | --------- | ------ | --------- |
| Campeonato Sub-20 de la Concacaf de 2013 | Sub-20    | México | Campeón   |

- Datos: Q18097802